# 蘇伯衡
苏伯衡（?—?），字平仲，号空洞子，浙江金华人。元末明初政治人物。苏友龙的儿子。
苏伯衡为人警敏，博览群书，文词蔚然有法，以善写古文闻名于时。元末为贡生。1366年（元顺帝至正二十六年、宋龙凤十二年），吴王朱元璋召他入礼贤馆，为国子学录，吴元年（1367年）升学正。明朝建立后，洪武三年（1370年），擢升为翰林院编修，不久以省亲辞归。洪武十年（1377年），宋濂推荐苏伯衡代替自己，苏伯衡以得病为理由力辞。洪武二十一年（1388年），受聘主会试，事情结束后复归乡里。担任处州教授，因为表笺忤旨，以文字之祸，下狱在狱中病死。二子救父一起被处刑，士论都可惜他。著有《苏平仲文集》。

## 延伸阅读
[在维基数据编辑]
 在维基文库阅读此作者作品
 《國朝獻徵錄·卷之七十三》，出自焦竑《國朝獻徵錄》
 《明史卷二百八十五》，出自《明史》